# 布拉莫巷体育场
巴拉摩徑球場位於英格蘭南约克郡谢菲尔德的體育場，是錫菲聯與欖球球會謝菲爾德飛鷹（Sheffield Eagles）的主場球場。
球場建於一條以巴拉摩家族命名的街道，他們擁有在巴拉摩徑及櫻桃街（Cherry Street）交界的「老白屋」（The Old White House），球場最初只舉行板球賽事，於19世紀亦供谢菲尔德及錫周三進行足球賽事，直到1889年才正式成為錫菲聯的主場球場。
巴拉摩徑球場與橢圓球場（the Oval）是兩個曾主辦英格蘭國家足球隊的國際賽（在1930年前舉行5場）、英格蘭國家板球隊的板球對抗賽（在1902年舉行對澳洲）及英格蘭足總盃決賽（1912年決賽重賽班士利以1-0擊敗西布朗）。在1889至1938年之間這裡亦曾舉行多場足總盃準決賽及重賽賽事。
球場亦會安排謝菲爾德飛鷹（Sheffield Eagles）的主場聯盟式橄欖球賽事，在1985年曾舉行一場葛培理福音佈道會，布鲁斯·斯普林斯廷更於1988年在此舉行摇滚音樂會。
球場最高入場紀錄是1936年2月15日的英格蘭足總盃第五圈中創出，由錫菲聯對列斯聯的賽事合共有68,287名球迷進場觀戰。在「泰萊報告書」（Taylor Report）發表後，巴拉摩徑球場進行大規模改建，現時為全坐席可容32,702名觀眾。

## 歷史
布拉莫巷体育场於1855年啟用，原來的設計是為板球而設，6支當地的板球隊在此進行賽事，他們聯合組成「錫菲聯板球會」（Sheffield United Cricket Club）作為管理球場的機構。

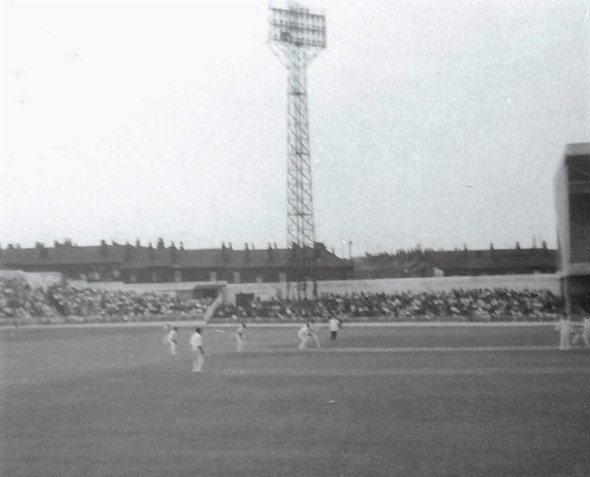
進行板球賽的巴拉摩徑球場

1862年12月29日球場舉行第一場足球賽事，是一場為「蘭開夏傷痛基金」（Lancashire Distress Fund）籌款的慈善賽，由兩支本地球隊對疊，謝菲爾德對哈勒姆（Hallam F.C.），最後以0-0握手言和。作為谢菲尔德主要運動場，它幾乎舉行了所有重要的本地賽事。世上首項足球錦標賽「優丹盃」（Youdan Cup）的決賽亦在1867年3月於此地上演，最終由哈勒姆擊敗諾福克（Norfolk）奪標。接著於一年後舉辦「克倫威爾盃」（Cromwell Cup），由新成立錫周三的前身週三隊（The Wednesday）贏得獎盃。1877年有多達8,000名球迷觀賞週三隊在「謝菲爾德挑戰盃」（Sheffield Challenge Cup）擊敗哈勒姆的賽事。巴拉摩徑球場成為週三隊於1880年直至其位於「橄欖林」（Olive Grove）的新球場在1887年揭幕前的主場球場。
首場地區足球總會對抗賽亦於1871年12月2日在巴拉摩徑球場舉行，由當時稱為「倫敦足總」（London FA）的英格蘭足總到訪出戰「謝菲爾德足總」（Sheffield FA），主隊以3-1獲勝。「謝菲爾德足總」亦有安排與其他地區足球總會進行賽事，其中包括定期與「格拉斯哥足總」對戰。
於22,688名球迷進場觀看普雷斯頓對西布朗的英格蘭足總盃準決賽6天後的1899年3月22日，巴拉摩徑球場決定成立一支主場足球隊在此進行賽事，並以「錫菲聯板球會」命名為「錫菲聯足球會」。

### 里程碑
- 1855年：為舉行木球賽而建成巴拉摩徑球場；
- 1862年：舉行首場足球賽事，由谢菲尔德對哈勒姆（Hallam）；
- 1867年：舉行世上首場足球盃賽決賽，哈勒姆擊敗諾福克（Norfolk）取得優丹盃（Youdan Cup）；
- 1868年：首場以黃金入球定勝負的決賽，周三隊擊敗加里克（Garrick）獲得克倫威爾盃（Cromwell Cup）；
- 1878年：舉行世上首場由汎光燈照明的足球球，由谢菲尔德當地球隊球員分別組成紅隊（Reds）及藍隊（Blues）對陣；
- 1883年：舉行首場足球國際賽，蘇格蘭3-2擊敗英格蘭，是兩隊首次在倫敦或格拉斯哥以外的球場對賽；
- 1897年：建成「肖雷漢姆街看台」（Shoreham Street Stand，即山岳看台）；
- 1898年：錫菲聯成立並以巴拉摩徑球場作為主場；
- 1901年：建成兩層的「約翰街看台」（John Street），上層坐席可容3,800人，而下層階級立席可容6,000人；移除單車徑；
- 1902年：首次舉行木球對抗賽，澳洲擊敗英格蘭；
- 1911年：「巴拉摩徑看台」（Bramall Lane End）加建上蓋；
- 1912年；首次舉行英格蘭足總盃決賽重賽，班士利於加時後以1-0擊敗西布朗；
- 1935年：「山岳看台」加建上蓋；在「約翰街看台」前設田徑跑道；
- 1940年：球場在「謝菲爾德大空襲」（Sheffield Blitz）中遭到破壞，「約翰街看台」嚴重損壞，而「山岳看台」的頂蓋則破爛；
- 1953年：裝置汎光燈設施；
- 1966年：新「巴拉摩徑看台」（Bramall Lane Stand）啟用；
- 1975年：新「南看台」（South Stand）啟用；
- 1981年：拆卸木球亭子看台；
- 1991年：「山岳看台」設置坐席；
- 1994年：拆卸「約翰街看台」，並於「巴拉摩徑看台」下層設置坐席；
- 1995年：裝置全新無燈塔的汎光燈設施；
- 1996年：新「約翰街看台」（John Street Stand）啟用；
- 2001年：於「肖雷漢姆街看台」與「約翰街看台」之間的新建角落看台啟用，可容1,000名球迷；
- 2002年：於「約翰街看台」與「巴拉摩徑看台」之間建成「刀片企業中心」（Blades Enterprise Centre）；
- 2005年：移除「南看台」的木製坐椅；
- 2006年：在「櫻桃街」（Cherry Street）與「巴拉摩徑看台」之間新建的角落看台啟用，而「巴拉摩徑看台」改建成懸臂式看台；
- 2008年：於「南看台」與「巴拉摩徑看台」之間興建新酒店。

## 結構

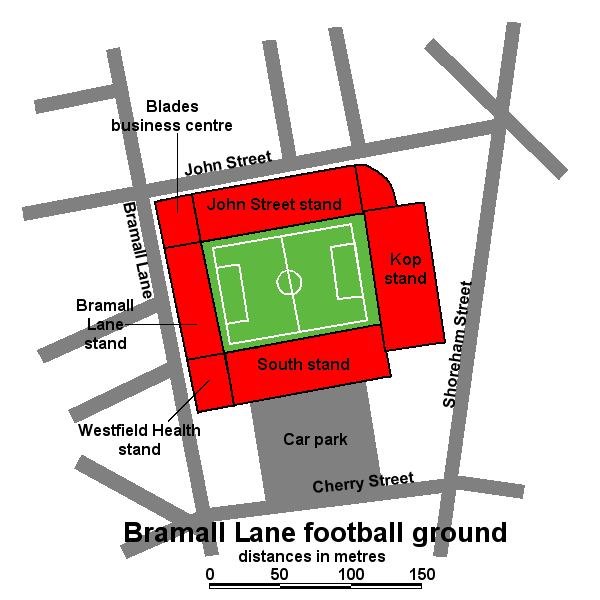
巴拉摩徑球場平面圖，附看台名稱及附近街道

### 看台
巴拉摩徑球場由四面看台組成，東北及西南建有角落看台，於1994年改建為全坐席，在西北角落建有獨立的「刀片企業中心」大樓，而東南角落現時仍空置，但有計劃作為南看台後方建立休閒中心的部分，在此增建坐席。
巴拉摩徑看台

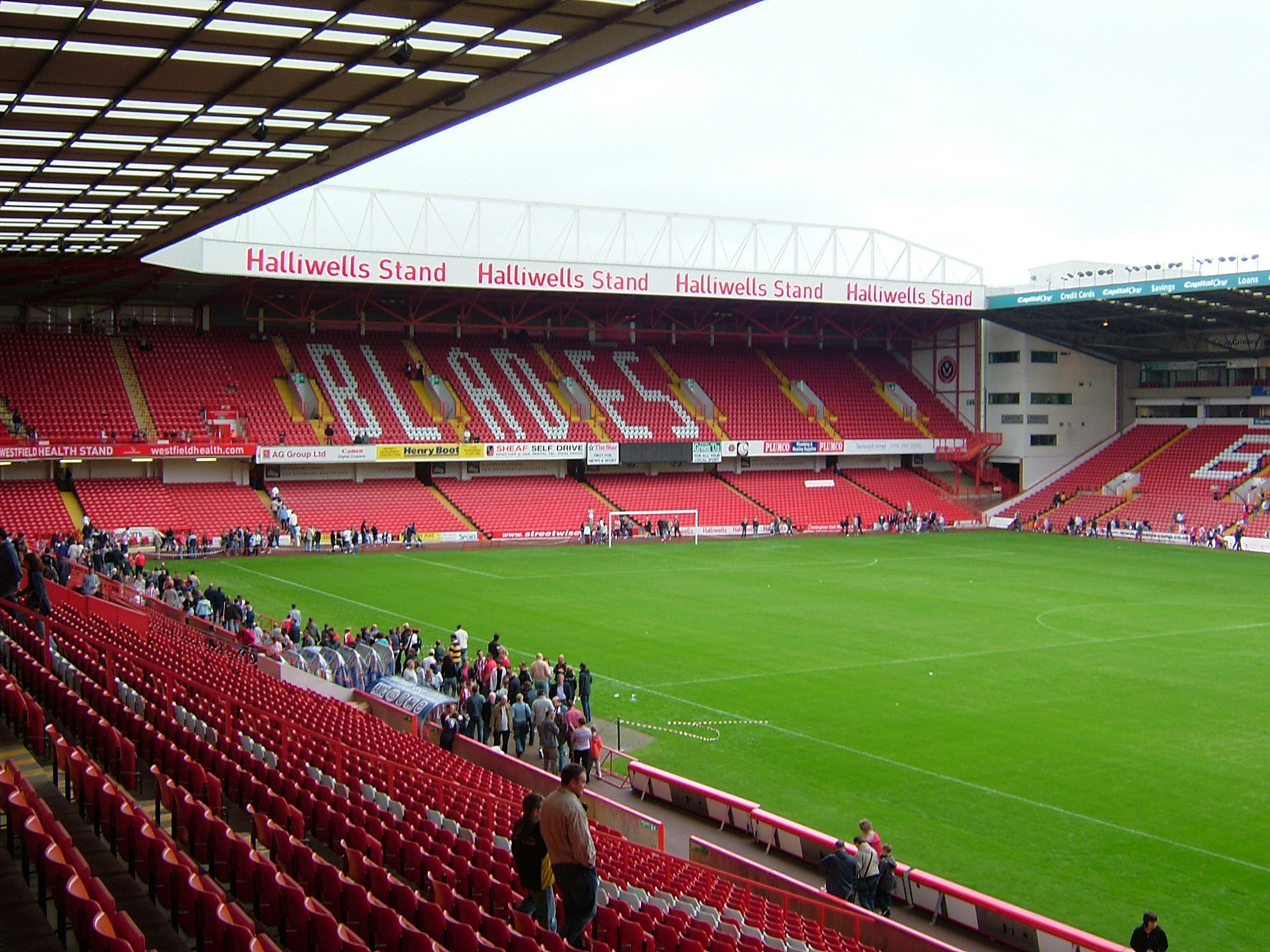
巴拉摩徑看台，右方角落可見「刀片企業中心」

「巴拉摩徑看台」（Bramall Lane Stand）現時獲金宝博（188BET）贊助而冠名稱為「金寶博看台」（188BET Stand），是球場現存最老舊的看台，位於巴拉摩徑（Bramall Lane）一方球門之後，與「山岳看台」遙遙相對，這座兩層的建築物於1966年啟用。自從2006/07年英超球季開始，看台下層招待作客球迷，而與西南角落的「韋斯菲爾保健看台」相連的上層則開放予主隊球迷，但在盃賽必要時亦會供給作客球迷使用。對上一個球季情況剛好相反，作客球迷獲提供使用視野較佳的上層看台，導致主場球迷表示不滿。於2005/06年球季「巴拉摩徑看台」的外牆重新油漆成紅白色，而看台贊助商及球會會徽置於看台之外，上層看台的木製坐位更換成紅色和白色的塑膠坐位，並砌成「BLADES」的字樣。當季後興建角落看台時，「巴拉摩徑看台」的頂蓋亦向球場草坪伸延，提供下層觀眾較佳的遮蓋，並移除頂層的支柱。「巴拉摩徑看台」上層約有2,700座，而下層則有2,990座，總容量達到5,680座。多年來「巴拉摩徑看台」的上、下層之間設置一面基本的LCD記分牌及時計，直到2006/07年球季季初才雙雙被一座現代化的彩色視訊記分牌所取代。
2012年8月31日，錫菲聯宣佈看台將以倫敦奧運女子七項全能金牌得主謝茜嘉·恩尼斯而命名「謝茜嘉·恩尼斯看台」（The Jessica Ennis Stand）。
南看台

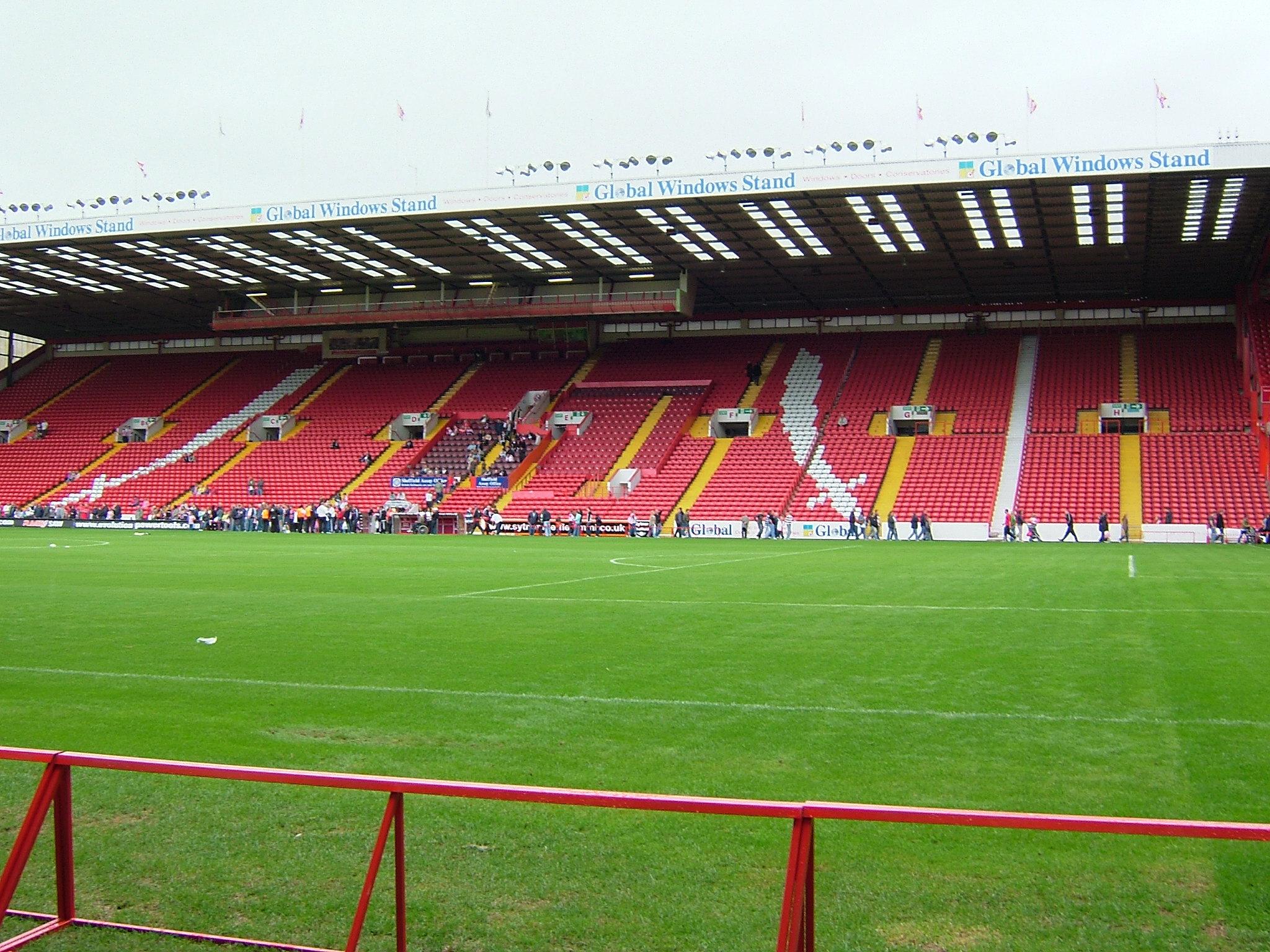
南看台，新坐席砌成大刀圖案

「南看台」（The South Stand）亦稱為「主看台」（Main Stand），但部分球迷仍將之稱為「拉弗看台」（Laver Stand），本地木材商阿諾德·拉弗（Arnold Laver Ltd）是1960年代看台的長期贊助商，而不少老球迷甚或直接稱之為「新看台」（New Stand），原因是直至1975年前球場草坪的南方並沒有看台建築，該處是用作板球场的外圍地區。於1975年8月揭幕，「南看台」位於球場草坪的旁邊，供希望從旁觀賞球賽的主場球迷入座，對面的「約翰街看台」只供家庭球迷使用。看台於2005/06年球季進行修葺，重新油漆看台的外牆，並用較新的塑膠坐位取代古老的木製坐位，砌成兩張大刀的圖案。廂房的座席亦同時升級，並簽訂贊助交易而冠名稱為「地球窗戶看台」（Global Windows Stand），兩年後球會取得一間澳洲地產發展商的贊助而將看台更名「瓦拉德看台」（Valad Stand），而現時的贊助商則為杜拜的物流公司「高虎物流」（GAC Logistics），看台稱為「高虎看台」（GAC Stand）。「南看台」可容約7,500名球迷及大部分的場地設施，包括售票處、新擴建及修繕於2006/07年球季啟用的「刀片超級市場」（Blades Superstore）、白金廂房（Platinum Suite）、「巴拉摩徑名宿博物館」（"Legends of the Lane" museum）、前稱「巴拉摩徑的博斯沃思」（Bosworth's of Bramall Lane）的獲獎餐廳「1889」、現時已遷往「巴拉摩徑看台」與「約翰街看台」之間的「刀片企業中心」（Blades Enterprise Centre）的前警察控制中心、新近重修的接待處、傳媒廂房、球員通道出入口、行政辦公室及設於看台頂蓋的電視轉播廂房。雖然有計劃加建一層600座看台，但沒有確實施工時間表。

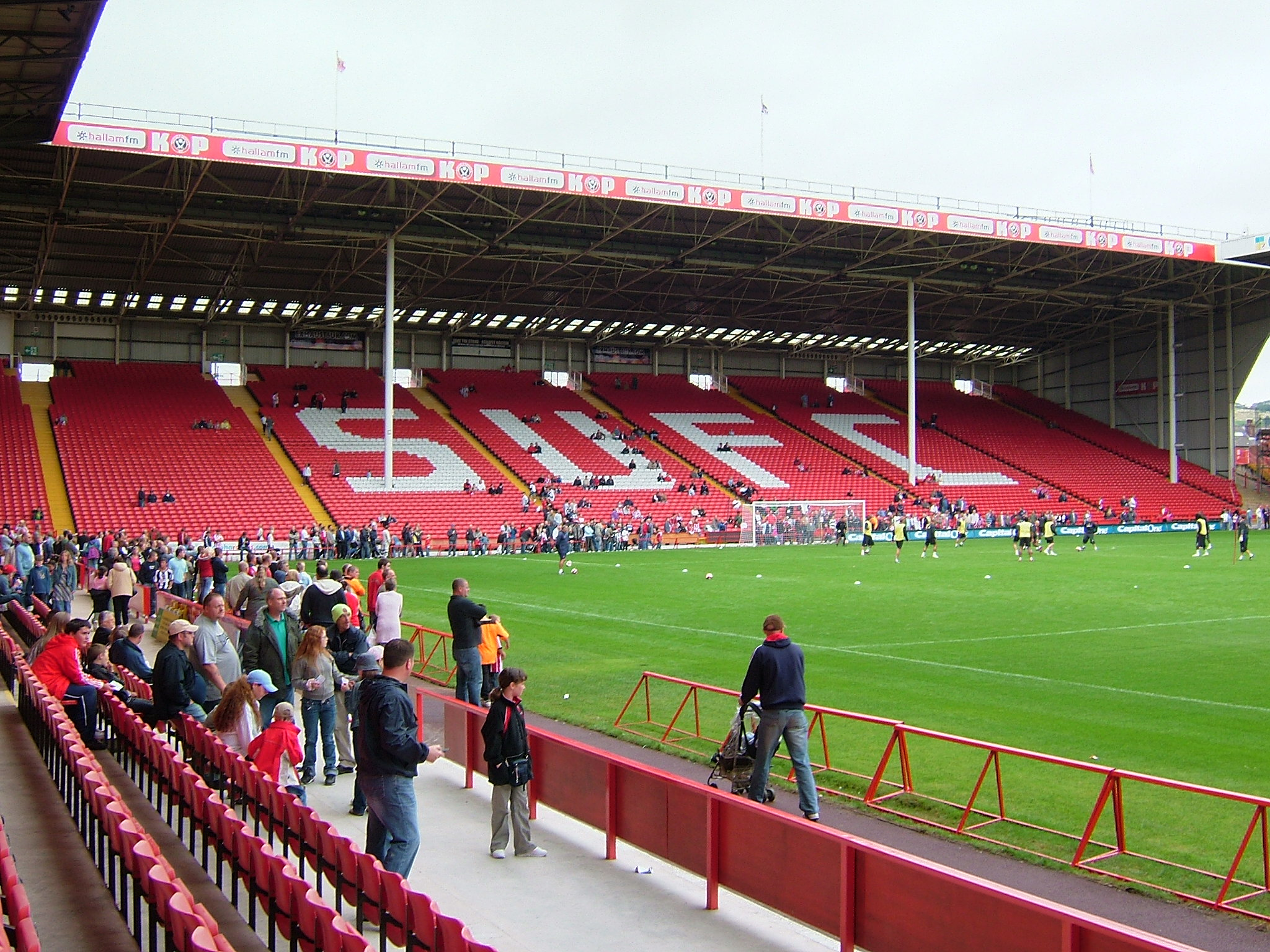
山岳看台
「山岳看台」（The Kop Stand）於1991年改為坐席，是最嘈吵的熱情主場球迷根據地，前任助理領隊（1999-2003年）及領隊（2008-2010年）奇雲·布歷維爾（Kevin Blackwell）於2003年升班附加賽準決賽次回合對諾定咸森林後稱從這裡發出的聲浪為「巴拉摩怒吼」（Bramall Roar），賽事於錫菲聯先落後0-2再反勝4-3告終。 看台曾分別獲得「哈勒姆電台」（Hallam FM）和「星獅地產」（Fraser Property）冠名贊助，現時由「堅尼地斯律師事務所」（Kennedys Law LLP）贊助稱為「堅尼地斯山岳」（Kennedys Kop）。看台本身建於球場東方球門後方的山坡，看台後方為「肖雷漢姆街」（Shoreham Street），因此在比賽日經常從此傳出『哈囉！哈囉！我們是肖雷漢姆男孩』（Hello! Hello! We are the Shoreham Boys）的歌聲。「山岳看台」可容10,221名觀眾，是球場內容量最高的看台，坐椅排列成球會的首字母縮略字「SUFC」。「山岳看台」的設施標準較低，沒有設置室內中央廣場，雖然於2007年9月設立一所室外酒吧以配合原有的外賣快餐店，但雖如此，「山岳看台」仍然是球迷們的至愛，於比賽日通常爆滿。於2007年11月的股東會議，球會宣佈意向擴建「山岳看台」以增加3,500座，使它成為國內最大的山岳看台，並會為設施升級及遮蓋中央廣場的位置，原本工程安排於2010年夏季進行，但其後球會行政總裁特雷沃·伯奇（Trevor Birch）宣佈直至球會取得並能夠維持英超席位才會考慮進行擴建。

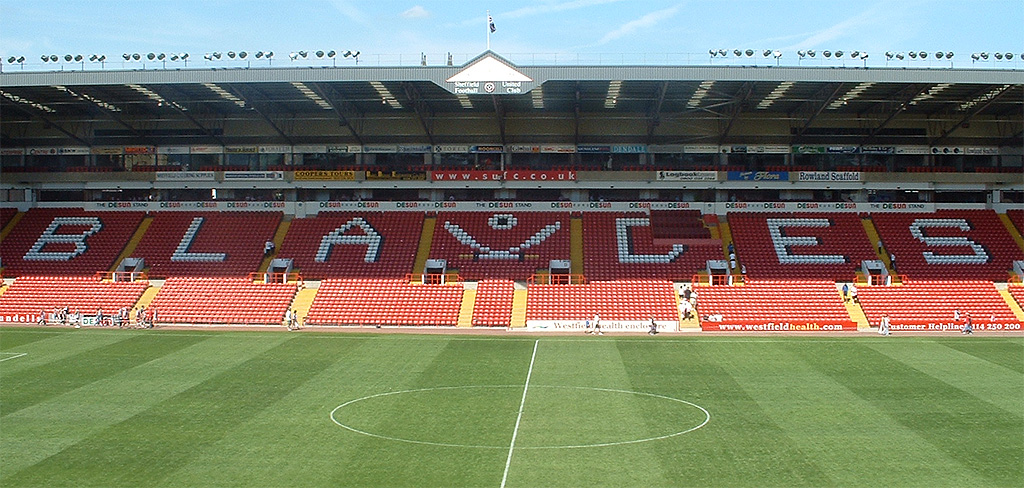
約翰街看台
「約翰街看台」（John Street Stand）於1996年建成啟用，位於球場草坪的北面，用於招待主場的家庭球迷，被譽為觀賞球賽的最佳位置。獲得「馬爾他旅遊局」（Maltese Tourist Board）作為球衣與「約翰街看台」的贊助，看台冠名稱為「馬爾他家庭看台」（Malta Family Stand），只能容納約少於7,000名球迷，同時亦是傷殘球迷的坐席，看台坐椅砌出球會的綽號「BLADES」的字樣。看台設有一所小型球會精品店，亦是「馬斯頓斯與馬爾他行政廂房」（Marstons & Malta Executive Suites）及新開的「隧道吧」（Tunnel Bar）所在地。看台亦有31行坐席的個別行政廂房，擁有私人設施及於看台後方設有自己的陽臺。
山岳角落

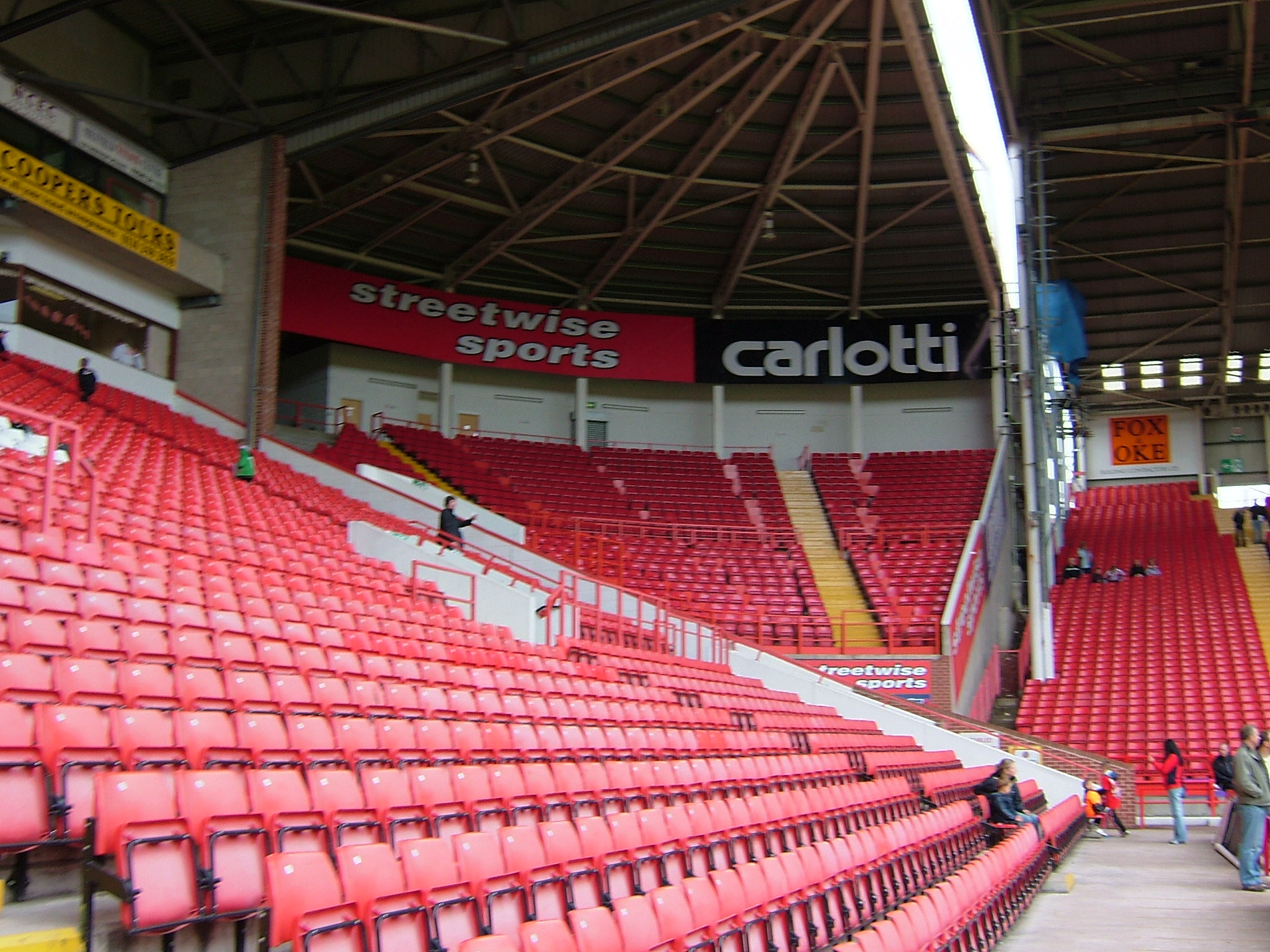
山岳角落，右為山岳看台，而前方是約翰街看台

「山岳角落」（Kop Corner）亦稱為「東北角落」（Northeast Corner），獲冠名贊助曾稱為「益華金融角落」（Evolution Corner）及「街幫角落」（Streetwise Corner），現時稱為「福蒂娜水療看台」（Fortina Spa Stand），於2001年落成，位於山岳看台與約翰街看台之間。山岳角落與約翰街看台完全相連，可容約900名觀眾，同時作為家庭圍欄（family enclosure），當「山岳看台」擴建時，「山岳角落」後方亦同時增設一列行政廂房。
韋斯菲爾保健看台

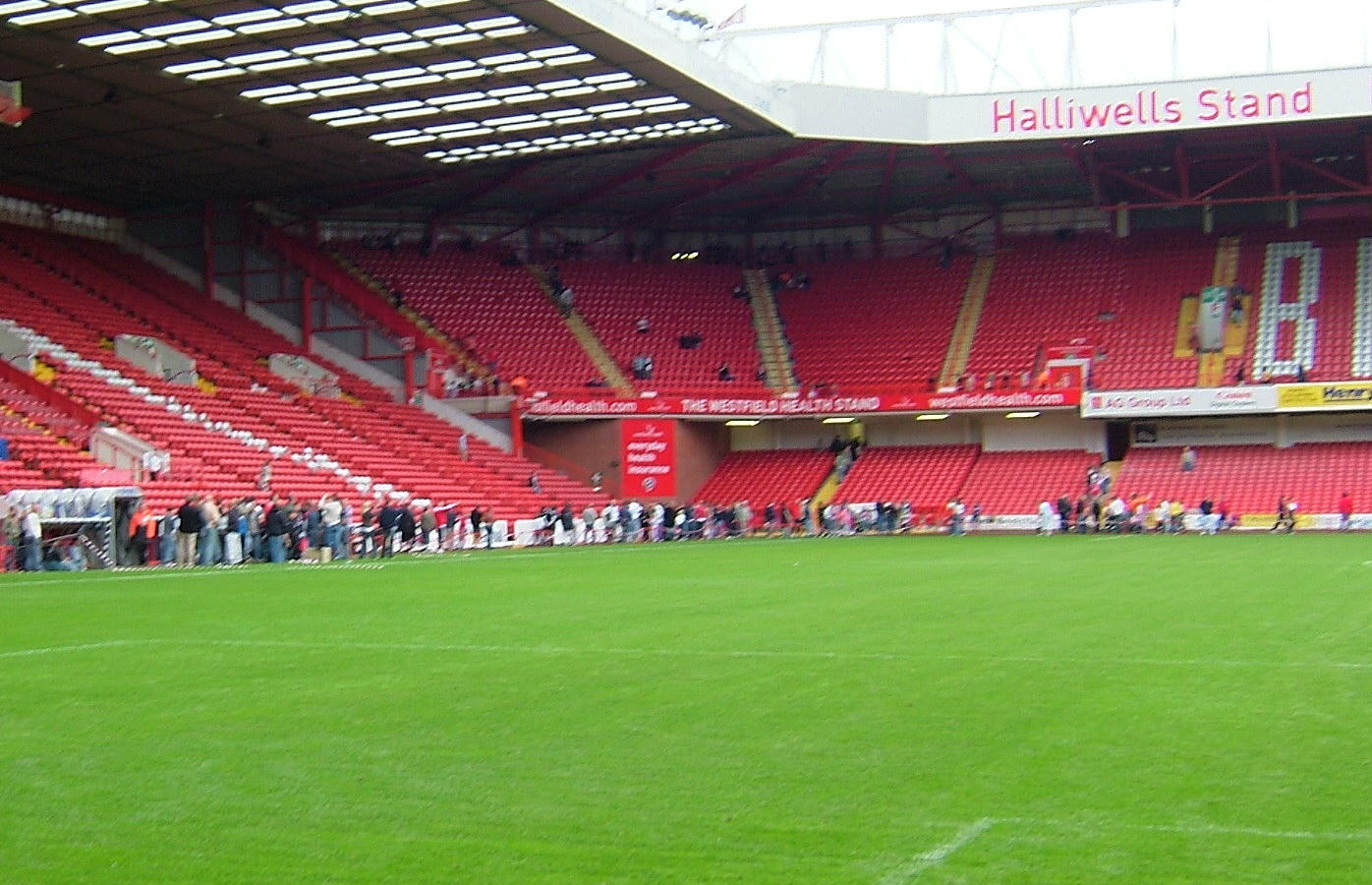
新建的韋斯菲爾保健看台，左為南看台，而右方為巴拉摩徑看台

「韋斯菲爾保健看台」（Westfield Health Stand）亦稱為「"新"填充角落」（"new" corner infill），位於球場的西南角落，毗連「巴拉摩徑看台」及「南看台」，可容約2,000名觀眾，獲得「韋斯菲爾保健」（Westfield Health）冠名贊助。看台與「巴拉摩徑看台」上層相連，共用其設施、入閘機及出口。看台主要供主場球迷入座，據稱是整個球場具有最佳視野的看台，但沒有提供季票。

### 刀片企業中心
在球場西北角落（North-West corner）是稱為「刀片企業中心」（Blades Enterprise Centre）或「福賽斯商業中心」（Forsyth Business Centres）供租用的辦公室，是錫菲聯在足球以外增加收入的活動之一。企業中心設在「約翰街看台」及「巴拉摩徑看台」之間的大樓及「約翰街看台」本身，提供超過4萬平方呎辦公室及會議設施讓小型及新公司租用。在2002年成立，證實非常成功，是谢菲尔德當地唯一在谢菲尔德車站（Sheffield station）有路標指示的商業區。錫菲聯計劃在「山岳看台」及「南看台」之間增建更大型的商業中心，工程在2008年夏季動工，但計劃現時被押後。

## 現時及持續工程

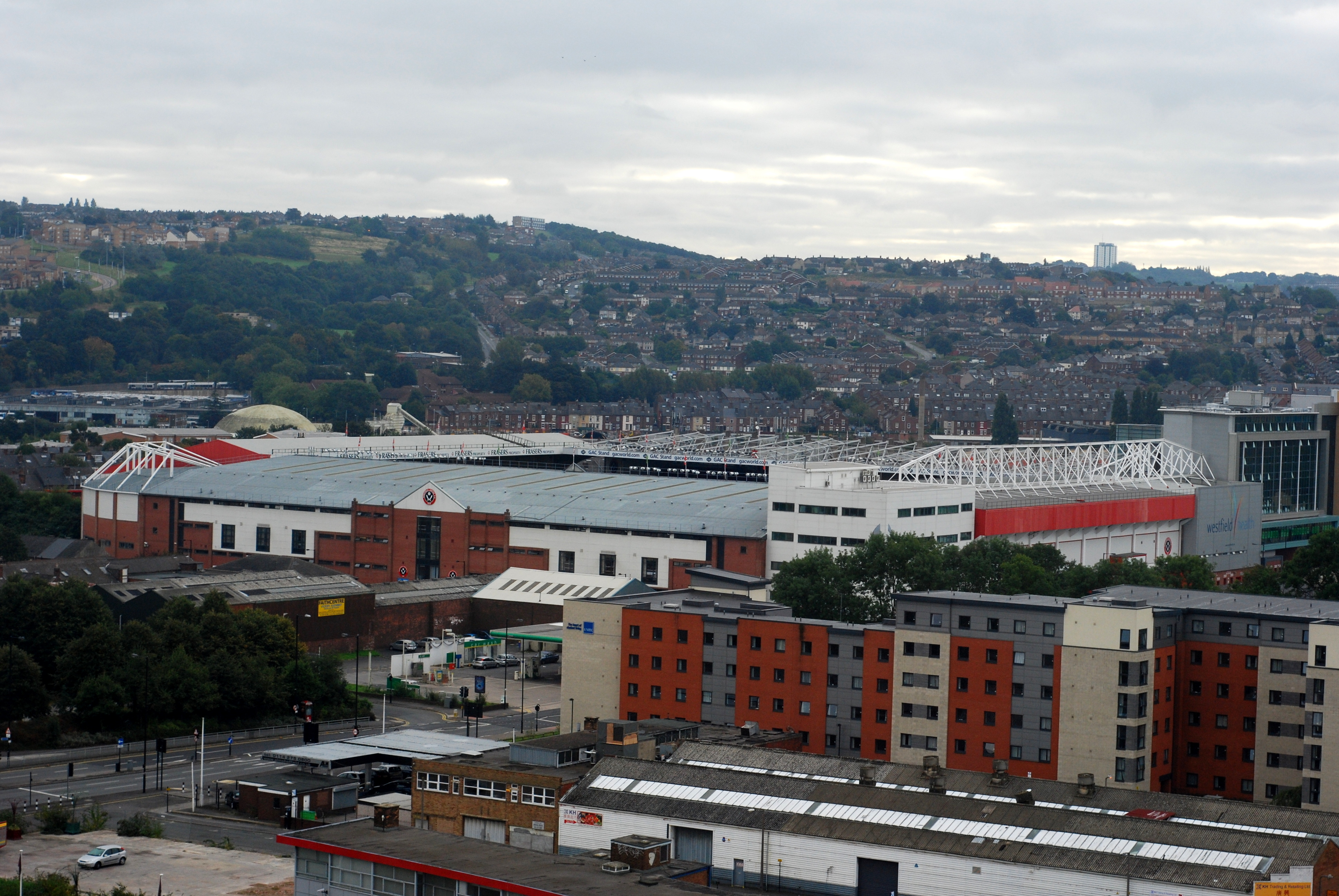
布拉莫巷体育场外觀

巴拉摩徑球場位於令人羨慕的谢菲尔德市中心區，為優良地利爭取更高利潤的回報，於2007年6月在「韋斯菲爾保健看台」後方動工興建一所158間客房名為「謝菲爾德國敦酒店」（Copthorne Hotel Sheffield）的4星級酒店，在2008年11月正式揭幕開業。
2007年11月的股東大會宣佈錫菲聯計劃擴建「山岳看台」後方以增加3,200個座位，並移除支撐上蓋的支柱，擴建後容量達到約13,400人，將會超越晏菲路球場成為全英國最大的單層山岳看台。球會同時計劃大幅提升「山岳看台」的設施及遮蓋中央廣場的區域。球會致力開拓非足球的收入來源，因此亦計劃在「山岳看台」後方興建學生宿舍，及在「山岳看台」與「南看台」之間建立大型商業中心。於2008年10月提出計劃申請，初步預算工程在208/09年球季結束後展開，但現時計劃延期進行。
於同一個股東大會球會宣佈其長遠目標，為「南看台」增加6,000座，意圖將球場總容量提升至超越44,000，但球場的擴建基於球會是否取得英超席位及申辦2018年世界盃的球場主辦權。錫菲聯母公司主席凯文·麦凯布（Kevin McCabe）表示如英格蘭成功申辦世界盃及巴拉摩徑球場獲得承辦賽事，他會按英格蘭足球總會的要求規格擴建球場。但於2009年12月16日英格蘭足總宣佈錫菲聯的對頭錫周三的主場希爾斯堡球場，成為申辦世界盃主辦城市之一谢菲尔德的競賽球場。隨著公告發表後，球會行政總裁特雷沃·伯奇（Trevor Birch）表明所有重建工程計劃暫停進行，直至球隊能夠成功取得及維持英超席位。2011年5月錫菲聯降班到英甲，重建計劃實行遙遙無期。

## 國際賽
巴拉摩徑球場在倫敦建成國家球場前經常被採用作國際賽事場地。全世界首場用汎光燈照明的足球賽事於1878年10月14日在巴拉摩徑舉行，有20,000名觀眾入場。1883年3月10日由英格蘭對蘇格蘭，是兩隊首次在倫敦或格拉斯哥以外對戰。
| 日期           |        | 賽果 |        | 競賽               |
| -------------- | ------ | ---- | ------ | ------------------ |
| 1883年10月4日  | 英格兰 | 2–3  | 苏格兰 | 友誼賽             |
| 1887年2月5日   | 英格兰 | 7–0  | 愛爾蘭 | 英國本土四角錦標賽 |
| 1889年4月29日  | 英格兰 | 4–0  |        | 英國本土四角錦標賽 |
| 1903年4月4日   | 英格兰 | 1–2  | 苏格兰 | 英國本土四角錦標賽 |
| 1930年10月20日 | 英格兰 | 5–1  | 愛爾蘭 | 英國本土四角錦標賽 |

## 外部連結
- Bramall Lane Stadium Information
- when Bramall Lane was a first-class Cricket Ground （页面存档备份，存于）
- Bramall Lane - Oldest Major Ground
- Copthorne Hotel Sheffield （页面存档备份，存于）